# 충현동
충현동(忠峴洞)은 서울특별시 서대문구의 행정동이다.

## 유래
현(現) 중앙여고 내에 위치하고 있었던 의령원은 사도세자(思悼世子)의 원자인 의소(懿昭) 세손 정(?)의 묘소이며 일명 ‘애기능’으로 불려왔다. ‘애기능’이 위치한 고개라 하여 ‘애오개’라 불리다가 ‘애오개’에서 유래한 한자어인『아현(阿峴)』으로 불렸다. 일제 강점기 북아현정으로 불리다가 1946년 북아현동으로 바뀌었다. 1964년 대현 토지구획 정리사업이 완료되어 마포구 아현동과 신촌로 이북지역 대부분이 북아현동에 편입되었다. 1955년에 북아현 1·2·3동으로 나뉘었고 2008년 5월에 충정로동과 북아현3동이 통합하여 충현동으로 명칭변경이 되었다.

## 연혁
| 2008년 5월  | 충정로동과 북아현3동이 통합하여 충현동으로 명칭변경(조례 제765호)             |
| 2002년 4월  | 북아현3동 청사 신축                                                           |
| 1955년 4월  | 북아현 1,2,3동 주민센터 설치                                                  |
| 1946년 10월 | 북아현정을 북아현동으로 개칭                                                  |
| 1944년 10월 | 마포구역소 설치로 아현정과 북아현정으로 분리(아현정:마포구 행정구역으로 편입) |
| 1936년 4월  | 북아현(町)으로 개칭                                                           |
| 1914년 3월  | 경기도 고양군 연희면 아현북리                                                 |
| 1911년 4월  | 경성부 연희면 아현북리                                                        |

## 법정동
- 충정로 2가,3가 : 일제강점기에는 지명이 죽첨정이었다. 1943년 6월 신설된 서대문구에 속하였고, 1946년 10월 1일 충정로로 이름이 바뀌었다.
- 합동
- 미근동
- 북아현동 일부

## 명소
- 지용 소공원
- 만우 소공원
- 복주 우물 터

## 같이 보기
- 대한민국의 행정 구역